# John Meehan (sceneggiatore)
John Meehan (Lindsay, 8 maggio 1890 – Woodland Hills, 12 novembre 1954) è stato un commediografo, sceneggiatore, regista e attore teatrale canadese.
Fu candidato due volte al Premio Oscar, la prima nel 1930 per La divorziata, la seconda nel 1939 per La città dei ragazzi.

## Filmografia

### Sceneggiatore
- The Lady Lies, regia di Hobart Henley (1929)
- Barnum Was Right, regia di Del Lord (1926)
- La divorziata (The Divorcee), regia di Robert Z. Leonard (1930)
- Vi två, regia di John W. Brunius (1930)
- Perché no?, regia di Amleto Palermi (1930)
- Doña mentiras, regia di Adelqui Migliar (1930)
- A Lady's Morals, regia di Sidney Franklin (1930)
- Volubilità (Strangers May Kiss), regia di George Fitzmaurice (1931)
- Seine Freundin Annette, regia di Felix Basch (1931)
- Io amo (A Free Soul), regia di Clarence Brown (1931)
- La donna del miracolo (The Miracle Woman), regia di Frank Capra (1931)
- Il figlio dell'India (Son of India), regia di Jacques Feyder (1931)
- This Modern Age, regia di Nicholas Grindé (Nick Grinde) (1931)
- Il fantasma di Parigi (The Phantom of Paris), regia di John S. Robertson (1931)
- Ritorno (Letty Lynton), regia di Clarence Brown (1932)
- The Washington Masquerade, regia di Charles Brabin (1932)
- Catene (Smilin' Through), regia di Sidney Franklin (1932)
- Rasputin e l'imperatrice (Rasputin and the Empress), regia di Richard Boleslawski e (non accreditato) Charles Brabin (1932)
- Hell Below, regia di Jack Conway (1933)
- When Ladies Meet, regia di Harry Beaumont (1933)
- Pranzo alle otto (Dinner at Eight), regia di George Cukor (1933)
- Figlia d'arte (Stage Mother), regia di Charles Brabin (1933)
- L'idolo delle donne (The Prizefighter and the Lady), regia di W. S. Van Dyke e, non accreditato, Howard Hawks (1933)
- Sadie McKee, regia di Clarence Brown (1934)
- What Every Woman Knows, regia di Gregory La Cava (1934)
- Il velo dipinto (The Painted Veil), regia di Richard Boleslawski (1934)
- I've Been Around, regia di Philip Cahn (1935)
- Sogno di prigioniero (Peter Ibbetson), regia di Henry Hathaway (1935)
- L'ultima prova (His Brother's Wife), regia di W.S. Van Dyke (1936)
- I candelabri dello zar (The Emperor's Candlesticks), regia di George Fitzmaurice - contributo ai dialoghi, non accreditato (1937)
- Sangue gitano (Wings of the Morning), regia di Harold D. Schuster (1937)
- Madame X, regia di Sam Wood (1937)
- Stardust, regia di Melville W. Brown (1937)
- La città dei ragazzi (Boys Town), regia di Norman Taurog (1938)
- Ragazzi attori (Babes in Arms), regia di Busby Berkeley (1939)
- La taverna dei 7 peccati (Seven Sinners), regia di Tay Garnett (1940)
- Quando le signore si incontrano (When Ladies Meets), regia di Robert Z. Leonard (1941)
- Kismet, regia di William Dieterle (1944)
- La valle del destino (The Valley of Decision), regia di Tay Garnett (1945)
- Mamma non ti sposare (Three Daring Daughters), regia di Fred McLeod Wilcox (1948)